# Schlacht von Lastovo
Die Schlacht von Lastovo (italienisch Battaglia di Lagosta oder Assedio di Lagosta) war eine venezianische Militäroperation mit dem Ziel, die kroatische Insel Lastovo zu erobern. Im Frühjahr 1000 umzingelten die Truppen Venedigs die befestigte Siedlung Lastovo auf der gleichnamigen Insel, durchbrachen die Verteidigungslinien und nahmen die Stadt ein. Sie schleiften die Mauern der Siedlung, brannten sie nieder und schlossen die Insel für einige Jahrzehnte dem Herrschaftsgebiet der Serenissima an.

## Vorgeschichte
Nach dem Tod des kroatischen Königs Stjepan Držislav im Jahr 997, eines Verbündeten des Byzantinischen Reiches, der in den letzten drei Jahrzehnten des 10. Jahrhunderts regierte und vom byzantinischen Kaiser als König von Kroatien und Dalmatien anerkannt wurde, setzte sein ältester Sohn und Nachfolger Svetoslav Suronja die pro-byzantinische Politik fort, aber seine jüngeren Söhne Krešimir und Gojslav begannen einen Aufstand zu organisieren. Mit Hilfe des mazedonisch-bulgarischen Kaisers Samuil gelang es Krešimir und Gojslav im Jahr 1000 Svetoslav Suronja vom kroatischen Thron zu verdrängen und ihn zu zwingen, in Venedig Zuflucht zu suchen.
Gleichzeitig bereitete Doge Pietro II. Orseolo venezianische Streitkräfte darauf vor, die Kontrolle über dalmatinische Städte, die Teil des Byzantinischen Reiches, Königreichs Kroatien oder Fürstentums Narentanien waren, vom geschwächten Kroaten zu übernehmen. Da die dalmatinischen Stadtbevölkerungen großenteils lateinisch waren, verlief die Ankunft der venezianischen Flotte unter Führung des Dogen meist ohne größere Zwischenfälle, aber einige von Städten widersetzten sich; insbesondere Lastovo leistete dem venezianischen Einfall erbitterten Widerstand.

## Schlacht

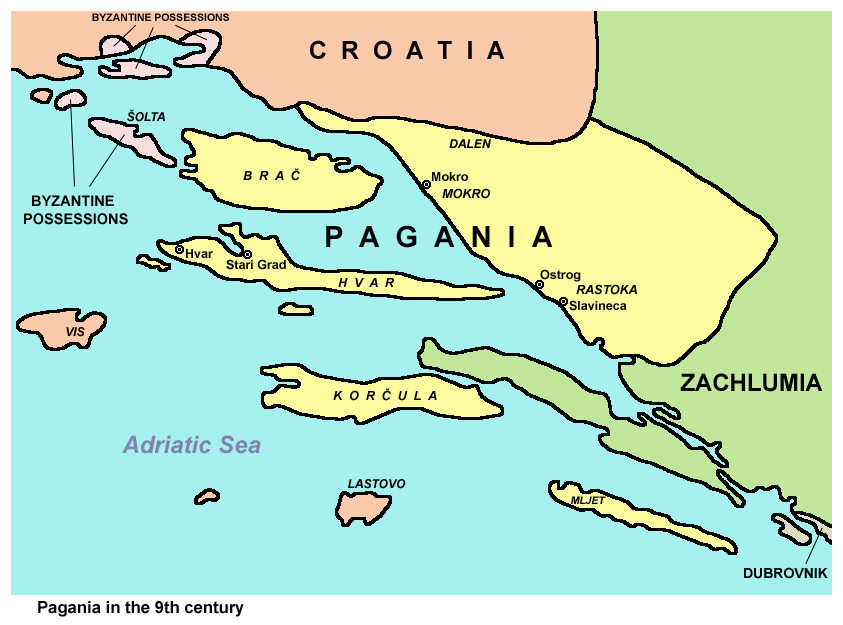
Vor der Belagerung war Lastovo Teil der byzantinischen Thema Dalmatien (abgetreten an Königreich Kroatien)

Das genaue Datum der Schlacht von Lastovo ist nicht bekannt. Laut Johannes Diakonus, Orseolos Chronist, besuchte der Doge die Heilige Messe am Christi Himmelfahrt (9. Mai 1000) in Venedig. Dann führte er seine Flotte zu Grado, um den Patriarchen zu besuchen, und am 11. Mai segelte er nach Süden.
Als die Flotte Lastovo erreichte, begrüßten die Bewohner der Stadt sie nicht, sondern warteten hinter den Stadtmauern bereit, Widerstand zu leisten. Orseolo befahl ihnen sich zu ergeben, aber sie lehnten ab, also begann er, die Stadt anzugreifen. Seine Truppen belagerten sie und versuchten das Stadttor zu durchbrechen sowie die Türme der Mauer zu erobern. Es gelang ihnen, den Turm mit der Wasserzisterne einzunehmen, was für die verbleibenden Verteidiger ein großer Rückschlag war. Schließlich mussten sie sich ergeben und ihre Waffen niederlegen. Der Doge verschonte ihr Leben, gab aber seinen Soldaten den Befehl, die Verteidigungsmauern zu zerstören und die Stadt niederzubrennen. Die Bürger wurden auf die andere Seite der Insel verlegt, wo sie eine neue Siedlung errichteten.

## Nachgeschichte
Pietro II. Orseolo unterwarf Lastovo sofort der venezianischen Herrschaft. Dann zog er mit seiner Flotte weiter in Richtung Dubrovnik, dessen Würdenträger ihm die Treue zeigten, und kehrte anschließend nach Venedig zurück. Er fing an den Titel „Dux Dalmatianorum“ (Herzog der Dalmatiner) zu tragen.
Für die nächsten Jahrzehnte blieb die Insel Lastovo ein venezianischer Besitz. Sie kam zurück und blieb während der Herrschaft von König Stjepan I. von Kroatien (regierte 1030–1058) und seinen Nachfolgern unter kroatischer Herrschaft.
1252 beschlossen die Bewohner von Lastovo, sich der Gemeinde von Dubrovnik /italienisch Ragusa/, (später Republik Dubrovnik) anzuschließen.